# Frente do Sudoeste do Pacífico na Segunda Guerra Mundial

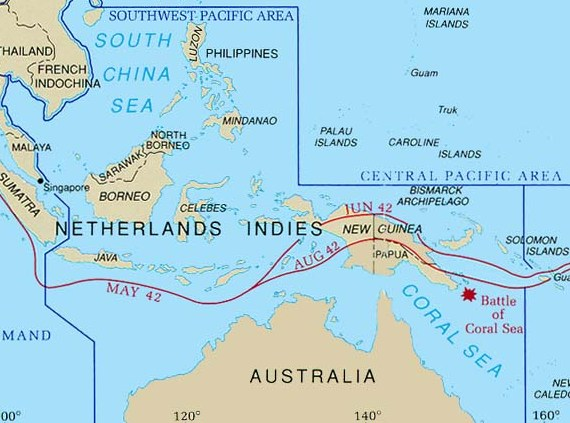
A Área Sudoeste do Pacífico, como definido pelo Estado-Maior Conjunto dos EUA.

A Frente do Sudoeste do Pacífico, durante a Segunda Guerra Mundial, foi um grande teatro da guerra entre os Aliados e o Japão. Dele fizeram parte as Filipinas, Índias Orientais Holandesas (com excepção de Sumatra), Reino Unido, Bornéu, Austrália, Estados Unidos e o seu mandato do Território de Nova Guiné (inclusive o arquipélago de Bismarck) e a parte ocidental das ilhas Salomão. Esta área foi definida pelo supremo comando militar South West Pacific Area (SWPA) das potências aliadas. A frente adquiriu o nome do principal condado aliado, que era conhecido simplesmente como Área Sudoeste do Pacífico, com o comandante: Comandante da Área do Sudoeste do Pacífico, no qual o primeiro general foi Douglas MacArthur - designado em março de 1942.